# Москальво
Москальво́ — село и порт в северо-западной части острова Сахалин на берегу Сахалинского залива Охотского моря. Входит в состав Охинского городского округа.

## Этимология
Современное название является искажённым и произошло от названия нивхского стойбища Маскӈалуво, которое ранее находилось на месте посёлка и порта. «Маскӈалуво» переводится с нивхского языка как «селение у маленькой бухты» от слов «ӈалу» — бухта, «во» — селение, «маск» — маленький..

## Климат
Климат умеренный муссонный. 
| Показатель              | Янв. | Фев.  | Март  | Апр. | Май | Июнь | Июль | Авг. | Сен. | Окт. | Нояб. | Дек. | Год  |
| ----------------------- | ---- | ----- | ----- | ---- | --- | ---- | ---- | ---- | ---- | ---- | ----- | ---- | ---- |
| Средняя температура, °C | −20  | −19,6 | −13,6 | −4   | 2,6 | 10,5 | 14,6 | 15,1 | 11,2 | 3,8  | −5,8  | −15  | −1,7 |
| Норма осадков, мм       | 28   | 21    | 23    | 19   | 34  | 31   | 49   | 61   | 61   | 77   | 71    | 51   | 526  |
| Источник:               |      |       |       |      |     |      |      |      |      |      |       |      |      |

## Население
| 2002 | 2010 | 2013 | 2021 |
| ---- | ---- | ---- | ---- |
| 808  | ↘351 | ↘293 | ↘202 |

По переписи 2002 года население — 808 человек (393 мужчины, 415 женщин). Преобладающая национальность — русские (85 %).

## Инфраструктура
На северо-восточной окраине посёлка Москальво в 1 км от уреза вод Сахалинского залива расположена метеостанция, начало метеорологических наблюдений которой приходится на 1931.

## Транспорт
Рядом расположен порт Москальво.
Летом 2006 береговое имущество и административные здания порта выкуплены в собственность совместным предприятием ООО «Сахалин-Шельф-Сервис». Гидротехнические сооружения находятся в государственной собственности (оперативное управление ФГУП Росморпорт). В 2006 порт принял и обработал 100 судов (на 34 % больше показателя 2005), из них 56 — по проекту «Сахалин — 5». Всего обработано 15 тыс. т грузов.

## Известные уроженцы
- Седых, Татьяна Александровна — российский журналист.